# Dobajna
Dobajna (nemško Dobein) je naselje v Občini Hodiše v Okraju Celovec-dežela na Koroškem v Avstriji.